# Livet er en cirkus
Livet er en cirkus er en portrætfilm fra 1969 skrevet og instrueret af Per Holst.

## Handling
En film om Robert Storm Petersen: Bag om det kendte billede af humoristen Storm P., rummede han også træk af "den grædende klovn", udsprunget af sortsyn og mismod. Denne side belyses af tegninger og malerier, bl.a. fra cirkusmiljøet.